# 东欧

北歐
東歐
中欧
西歐
南歐
東南歐

東歐地圖

東歐是一個政治以及地理概念，其含義有非常多重，中文原始含義即“歐洲東部的國家”，和其它歐洲分區不同，其政治含義遠大於地理含義，其中無論如何被分類，俄羅斯、烏克蘭、白羅斯三國都會被規納入東歐的範疇之內。冷戰前，東歐主要是一個地理概念，一般指西起波羅的海-黑海一線，東至烏拉爾山脈的歐洲東部地區；冷戰時代以來，東歐成為一個政治概念，苏联的所有歐洲地區的加盟共和國以及所有華約國家都可以被算在東歐的範圍之內。

## 名稱
东欧在各個語言中的表達：
- （俄語）
- （烏克蘭語）
- （白俄羅斯語）
- （波蘭語）
- （德語）
- （捷克語）
- （斯洛伐克語）
- （匈牙利語）
- （斯洛維尼亞語）
- （克羅埃西亞語）
- （波斯尼亞語）
- （蒙特內哥羅語）
- （塞爾維亞語）
- （保加利亞語）
- （羅馬尼亞語）
- （阿爾巴尼亞語）
- （馬其頓語）
- （立陶宛語）
- （拉脫維亞語）
- （愛沙尼亞語）

## 政治上的東歐
政治上的東歐共有三種分法：
1. 最狹義的：俄羅斯、烏克蘭、白羅斯三國，在歷史上長期屬於基輔羅斯、沙皇俄國、俄羅斯帝國和蘇聯，並且為其最核心的部分，在基輔羅斯和蘇聯時期的烏克蘭，其重要性甚至超過了俄羅斯本身。
2. 中範圍的：蘇聯的加盟共和國，除了俄、烏、白以外，再加入東北歐的波羅的海三國（立陶宛、拉脫維亞、愛沙尼亞）和東南歐的摩爾多瓦，共7國。
3. 最廣義的：除了前蘇聯加盟共和國和前東德地區[1]外，所有在歐洲的前共產國家都被囊括在內，例如中東歐的波蘭、捷克、斯洛伐克、匈牙利，和東南歐的羅馬尼亞、保加利亞、阿爾巴尼亞、南斯拉夫（塞爾維亞、克羅埃西亞、斯洛維尼亞、波士尼亞與赫塞哥維納、蒙特內哥羅、北馬其頓）這14國，此算法下東歐則足足有21個國家。

這些國家或加入蘇聯、或成為蘇聯的卫星國，政治上於20世紀曾由共产党一黨專政，經濟上多採用計划經濟體制的社會主義國家，这点与西欧相反；目前大多东欧国家都有自己的主要宗教且信仰心深厚，但在共產黨時代由官方推行无神论。本條目再把東歐分為兩區即“前蘇聯構成國”和“舊東方集團”
| 主權國家                             | 管轄範圍 | 法定貨幣           | 行政區劃               | 代表旗幟     | 代表徽章     | 疆域地圖     |
| 前蘇聯構成国                         | 前蘇聯構成国 | 前蘇聯構成国       | 前蘇聯構成国           | 前蘇聯構成国 | 前蘇聯構成国 | 前蘇聯構成国 |
| ------------------------------------ | --- | ------------------ | ---------------------- | ------------ | ------------ | ------------ |
| 俄羅斯聯邦                           | 主要包括歐洲俄羅斯及西伯利亞遠東地區、南千島群島及庫頁島、加里寧格勒等 | 俄羅斯盧布         | 俄羅斯行政區劃         |              |              |              |
| 白俄羅斯共和國                       | 其國土面積有207,600平方公里，比英國或堪薩斯州要略小一些。白俄羅斯在北部和西北部與俄羅斯接壤，北部和拉脫維亞接壤，西北部和立陶宛接壤，西部和波蘭接壤，南部和烏克蘭接壤。 | 白俄羅斯盧布       | 白俄羅斯行政區劃       |              |              |              |
| 烏克蘭                               | 位於歐洲東部﹐是歐洲面積第二大的國家，國土面積603,700平方公里。北面與白俄羅斯毗鄰﹐西與波蘭﹑斯洛伐克和匈牙利相連﹐南靠摩爾多瓦和羅馬尼亞﹐東與俄羅斯銜接。境內多為平原﹐山地主要集中在西部的喀爾巴阡山。亞速海附近也有高地。第聶伯河由北至南流入黑海﹐橫穿烏克蘭中部。烏克蘭境內有七大河流，大多數水系都流往黑海和亞速海。 | 烏克蘭格里夫納     | 烏克蘭行政區劃         |              |              |              |
| 摩爾多瓦共和國                       | 位於歐洲東南部，在西部和羅馬尼亞接壤，在東部和南部和烏克蘭接壤。摩爾多瓦領土的大部份地區位於兩條河流之間——普魯特河和德涅斯特河。摩爾多瓦的北部地區地勢較高，大多數地區都是丘陵。摩爾多瓦的國土面積是33,843平方公里。摩爾多瓦大多數地區的土壤都是黑土，許多都被開墾進行農業。WWF將摩爾多瓦分為三個自然區。值得注意的是德涅斯特河沿岸長期不承認其屬於摩爾多瓦共和國的領土，故屬於特殊地區。 | 摩爾多瓦列伊       | 摩爾多瓦行政區劃       |              |              |              |
| 舊东方集团成员国                     | |                    |                        |              |              |              |
| 保加利亞共和國                       | 保加利亞是一個位於歐洲東南部巴爾幹半島上的國家，毗鄰羅馬尼亞、塞爾維亞、馬其頓共和國、希臘、土耳其和黑海。多瑙河構成保加利亞同羅馬尼亞之間的邊界（直到錫利斯特拉為止）。保加利亞國土面積110,550平方公里，略大於冰島或美國的田納西州。 保加利亞位於黑海西海岸。北與羅馬尼亞，西同塞爾維亞和馬其頓，南與希臘和土耳其接壤。雖然保加利亞的國土面積不大，但地形卻十分多樣。 | 保加利亞列弗       | 保加利亞行政區劃       |              |              |              |
| 羅馬尼亞                             | 羅馬尼亞土地面積238,391平方公里，是東南歐面積最大的國家，並在歐洲排名第十二。羅馬尼亞和塞爾維亞、保加利亞之間主要是以多瑙河為界。而與摩爾多瓦之間則是以多瑙河的另一條支流普魯特河為界。多瑙河與普魯特河在羅馬尼亞匯合後，在羅馬尼亞境內注入黑海，而入海口處所形成的多瑙河三角洲是歐洲最大的三角洲。 | 羅馬尼亞列伊       | 羅馬尼亞行政區劃       |              |              |              |
| 匈牙利                               | 是位於中歐的一個國家，國土面積93,030平方公里，匈牙利在西部和奧地利接壤，在南部及東南部和塞爾維亞、克羅地亞和斯洛文尼亞接壤，東南部和羅馬尼亞接壤，東北部和烏克蘭接壤，南部和斯洛伐克接壤。 | 匈牙利福林         | 匈牙利行政區劃         |              |              |              |
| 捷克共和國                           | 位於歐洲核心地帶的捷克為一中歐內陸國，其四個鄰國分別為北方的波蘭，西北方的德國，南方的奧地利，與東南方的斯洛伐克。今日的捷克主要包含了過去奧匈帝國時代波希米亞與摩拉維亞這兩個傳統省份，與一小部分的西里西亞之土地範圍。首都與最大城市為布拉格，跨伏尔塔瓦河两岸，风景秀丽。捷克为一个三面隆起的四边形盆地，西部是波希米亞高地，东部是喀尔巴阡山地。河网稠密，主要河流是伏尔塔瓦河和摩拉瓦河。它的地形非常复杂，西部波希米亚是易北河（捷克語：Labe）和伏尔塔瓦河流域，周围是山地，包括捷克最高峰，海拔1,602米的斯涅日卡峰，东部摩拉维亚地区是摩拉瓦河流域，也包括奥得河（捷克語：Odra）的源头，捷克境内的河流分别流往北海、波罗的海和黑海。 | 捷克克朗           | 捷克行政區劃           |              |              |              |
| 斯洛伐克共和國                       | 是位於中歐的一個內陸國。斯洛伐克北部多為山區，南部則地勢平坦。斯洛伐克的中部和北部是属于喀爾巴阡山脈的塔特拉山，这里是良好的冬季滑雪地区，幽谷深湖风景优美。斯洛伐克的最高峰格尔拉赫峰海拔2655米，也在这里。南部有小片平原。流经斯洛伐克的最大的河流是多瑙河。 | 歐元               | 斯洛伐克行政區劃       |              |              |              |
| 波蘭共和國                           | 是位於中東歐的一個國家，地處德國以東。波蘭地勢平坦，國土大部都是平原。波蘭波羅的海沿岸地區除格但斯克外，缺乏天然良港。位於西北部的什切青亦是波蘭重要的港口。波蘭東北部的湖區林木茂密，人口較少。在南部，喀爾巴阡山脈構成了波蘭同捷克、斯洛伐克和烏克蘭的國界。 | 波蘭茲羅提         | 波蘭行政區劃           |              |              |              |
| 未被普遍承认的国家（非联合国会员国） | |                    |                        |              |              |              |
| 德涅斯特河沿岸摩爾達維亞共和國       | 该国位于东欧的一个特定地域，由于该地区处于德涅斯特河（羅馬尼亞語：Nistru），在摩尔多瓦境内的东岸，因此有了“德涅斯特河东岸”这个称谓。德涅斯特河沿岸摩尔达维亚共和国由5个区和2个直辖市组成。其中，宾杰里市完全位于德涅斯特河右岸，通常被认为其属于被德涅斯特河沿岸摩尔达维亚共和国实际控制的摩尔多瓦共和国中央政府的领土。 | 德涅斯特河沿岸盧布 | 德涅斯特河沿岸行政區劃 |              |              |              |

## 地理上的東歐

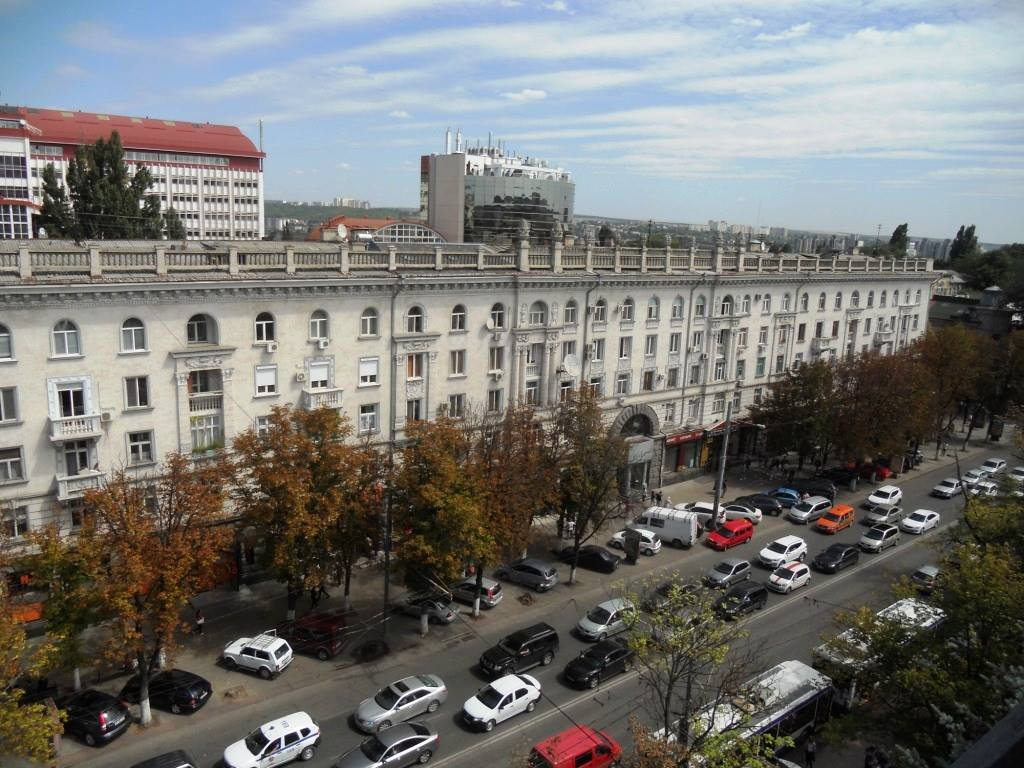
摩爾多瓦首都基希涅夫街頭，濃厚東歐色彩

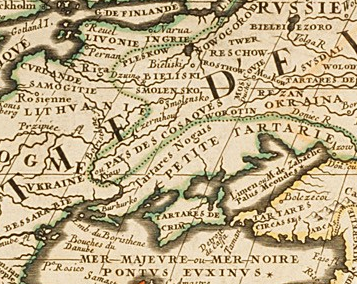
東欧地圖（1690年）

自然地理方面的東歐，是指較少受到大西洋和地中海海流影響，接近烏拉爾山、乌拉尔河和伏爾加河（窩瓦河）流域，實際上主要是指俄羅斯聯邦和哈萨克斯坦的歐洲部分和其他獨立國協的歐洲會員國家。

### 地形
本區的地形大致可以喀爾巴阡山為分界，分成南北兩部分。北部的波蘭和波羅的海三小國平原廣闊，為歐洲大平原的東段，地勢由南向北傾斜。第四季的大陸冰河在平原南部留下肥沃的冰河外洗黃土，也在平原的中北部地區堆積了成群的冰磧丘，使平原成波狀起伏。冰磧丘間的東西向窪地，自古以來即為東西向交通的必經之地。東歐以東、烏拉山以西的歐俄部份，是一片遼闊且起伏平緩的古老陸塊，地層十分穩定堅實，全境多屬久經侵蝕的準平原，又主要位於俄羅斯境內，故稱俄羅斯平原。平原中部為瓦耳代丘陵，是河流的分水嶺。位於裏海和黑海之間的高加索山，是歐亞的界山之一，山勢高大、地形崎嶇，夾雜著高原、平原和低地。

### 氣候
受位置影響，過渡性質是本區氣候最主要的特徵。北部各國介於西歐和國協之間，屬於溫帶海洋性氣候和溫帶大陸性氣候間的過渡性氣候，冬天酷寒，地面積雪自西部的數週，向東逐漸增加到俄羅斯邊境的兩個半月，雖冷於西歐，卻較俄境溫暖；夏季較西歐熱，卻又較俄羅斯涼爽許多。南部的前南斯拉夫各國、阿爾巴尼亞、羅馬尼亞、保加利亞等國位居巴爾幹半島北部，屬於地中海型氣候和溫帶大陸性氣候之間的過渡性氣候。
東歐距離溫暖的北大西洋已遠，全區較西歐寒冷，最冷月均溫皆在零度或以下；夏季則因缺乏北大西洋海風調節，缺乏水氣調劑而顯炎熱，最暖月溫度自北向南見增，北部平原四國不足20℃，南部各國則多超過20℃。東歐大部分位於溫帶大陸性氣候和溫帶地中海氣候區域內，冬季漫長而酷寒，夏季短促而溫暖或酷熱，春秋季極短年溫差甚大，而且愈東愈近俄羅斯愈明顯。夏季的東歐內陸是主要雨季沿岸是旱季；而冬季東歐內陸則是雪季而沿岸是雨季（尤以西巴爾幹沿岸為主），水氣主要由西風自北大西洋帶入，年雨量約為500公釐，且由西向東遞減。
本區冬溫甚低，故河流多數冰封、雪橇通行，東歐內陸和北部的冬季（以月均溫小於或等於12℃為準），長達六個月至八個月並時常出現暴雪天氣；而東歐南部和西巴爾幹沿岸稍暖一些但也較西歐寒冷，冬季約二至四個月左右。由於氣溫甚低即使較少下雪的西巴爾幹沿岸地區也會在寒潮影響時出現持續的霜凍天氣。夏季由於地處內陸，氣溫較西歐暖甚至熱，受緯度影響顯著。冬季降雪區域廣泛，每年11月至翌年3月，時常出現降雪現象，北部泰卡（Taiga）針葉林區，冬雪最多，經常積雪二、三呎，春季雪融緩慢，融雪水滲入土中，可供植物吸收，對寒帶森林的發育裨益甚大。
南部和高加索地區因山脈阻擋俄羅斯酷寒氣流南下，氣候較暖，有助於旅遊業的發展。高加索地區由於緯度較低，氣候上已帶有較明顯的副熱帶色彩，但因為年均溫低於副熱帶氣候標準（年均溫低於或等於18℃），故仍被列為溫帶氣候區。

### 民族
東歐地區以斯拉夫民族為絕對主導，並且在分為東斯拉夫（俄羅斯人、烏克蘭人、白羅斯人）、西斯拉夫（波蘭人、捷克人、斯洛伐克人）、南斯拉夫（塞爾維亞人、斯洛維尼亞人、克羅埃西亞人、馬其頓人、蒙特內哥羅人、保加利亞人），所有斯拉夫人都發源於今波蘭東南部維斯杜拉河上游一帶，於西元一世紀時開始向外遷徙，至六世紀時期居地已經遍布東歐以及俄羅斯地區。但同樣為斯拉夫人，其語言、宗教和文化卻根本不同，西斯拉夫國家長期受到德意志文化影響、信奉天主教、使用拉丁字母；東斯拉夫國家則能維持斯拉夫原始的面貌、信奉東正教、使用源自於希臘文的西里爾字母；南斯拉夫則沒有一個統一的標準，語言、宗教、文化均混亂而無法一概而論。
除了主要的斯拉夫人以外，東歐地區還有三個較小的民族國家，它們分別是：
- 馬札兒人原為烏拉山西側的草原民族，於西元九世紀建立匈牙利王國。在向西遷徙的過程中，曾與斯拉夫人、西突厥人混居，移居匈牙利平原之後又受日耳曼文化的影響。
- 阿爾巴尼亞人主要分布於今阿爾巴尼亞共和國和科索沃共和國，由於十四世紀以後一直受到土耳其奧斯曼帝國的統治，因而文化上充滿伊斯蘭色彩，宗教上也以信仰伊斯蘭教（57%）為主。
- 羅馬尼亞人是東歐唯一的拉丁語民族，但跟大多数斯拉夫民族一样，信奉东正教，他們是古羅馬人的後裔，因羅馬帝國曾在此建省並統治；故此他們留居東南歐。

### 經濟
東歐盛產小麥、馬鈴薯、甜菜、向日葵，基礎農業發達、養畜業發達，除白羅斯和烏克蘭以外，東歐民主化之後紛紛加入歐盟，以廉價勞工吸引各國企業設廠。東歐人口眾多，城市密布、交通網發達，分布有許多著名工業區。
- 俄羅斯：莫斯科、烏拉山、庫斯內次（庫斯巴次，西部西伯利亞平原的東南方）、貝加爾湖工業區（貝加爾湖（L.Baykal）的西北方），是東歐軍火工業、航天業最發達的地區。
- 烏克蘭：前蘇聯最大軍火工業區頓內次工業區，擁有世界上最大的黑土地和各種鐵礦、煤礦、銅礦等金屬資源，以及前蘇聯遺留下來的優質工廠。

整體來說，該區的經濟情況自19世紀開始就落後於西歐、北歐，在20世紀的共產主義冷戰時代尤為明顯，但在民主化之後都有了飛躍性的提升；其中捷克和愛沙尼亞為東歐的經濟模範，雖然比不上西歐、北歐國家，但和南歐的西班牙及義大利相比卻毫不遜色。因為實行過社會主義制度，東歐國家之前的經濟重心明顯偏向於重工業、基礎建設行業，導致其紙面數據比較美好，在當時就被算作已開發國家。

### 文明分区
按照亨廷顿的文明冲突论，东欧还可以细分为以下数个文明圈：
- 天主教-近德意志文明區：被神圣罗马帝国统治过的匈牙利、捷克、斯洛伐克、斯洛維尼亚、克罗埃西亚，以及被德意志帝国和奥地利帝国统治过部分领土的波兰属于西方文明下属的天主教文明圈，還不同程度地受到德意志文化的影响，尤以曾有大量德国地主移民拓殖的波兰和捷克为最。大多数民众信奉罗马天主教，也有比例較高的無神論者；较早建立代议制民主政体，例如波兰早在1791年就颁布了欧洲第一部成文宪法——五三宪法，在东欧剧变后民主转型和平。这些国家大多數早在一战前就已經开展工业革命，经济虽然稍微落后于西欧但仍然领先全球大多数国家，例如捷克拥有能与德国克虏伯匹敌的军工业。這些國家的科技和文化也较为发达，如萧邦、瑪麗·居禮、沃卓斯基姐弟、罗曼·波兰斯基为世界知名的波兰裔文化与科技名人，约翰·冯·诺依曼、西奥多·冯·卡门、裴多菲、斯坦因、山陀尔·乔马、索罗斯等皆为匈牙利裔科学与文化名人，德沃夏克、米兰·昆德拉则为捷克的文化名人。
- 東正教-東斯拉夫文明區：乌克兰、俄罗斯、白罗斯三国都是东斯拉夫人建立，属于东正教文化圈，种族血缘和语言文字都也很相近。这些国家的文明来自对拜占庭文化的学习和吸收，但也加入了濃厚的自我風格。到19世紀末期的一戰前逐步工業化，重工業和農業發達，但輕工業、民生工業薄弱。反復在親歐洲和反歐洲的價值觀中進行選擇，沒有像如中西欧国家一般树立對个人主义和自由主义的堅持，因而被19世紀晚期的歷史學家汤因比视为和歐洲文明不一樣的俄罗斯文明圈。
- 東正教-巴爾幹文明區：巴尔干半岛诸国（斯洛維尼亚和克罗埃西亞除外）大多属于东正教文化圈，受到拜占庭和奧斯曼帝國的文化雙重影響。按照亨廷顿的理论，這些巴爾幹國家未能像東斯拉夫民族一樣经历文艺复兴、宗教改革、启蒙运动等歐洲的思想革命，在脱离奥斯曼帝国独立后也大多实行獨裁政体，二战后又都建立了共产集权政体（希腊除外），所以冷战后的民主转型较之波兰、捷克斯洛伐克等中欧国家顯得較為遲緩。巴尔干諸国民族在冷戰時期的民族矛盾非常多，南斯拉夫在冷战结束后都爆发了激烈的动乱。除希腊外，巴爾幹國家在两次工业革命中都没有赶上，直到20世紀中期的二战后才开始工业化，故经济普遍落后，不仅低于西欧和中欧的国家，也低於日本、韓國、新加坡等先进亚洲国家。冷戰結束後此現象已經好轉了許多，以服務業為首的第三產業開始迅速發跡。
- 基督宗教-伊斯蘭教混合區：阿尔巴尼亚、波士尼亞與赫塞哥維納和北马其顿属于穆斯林和基督徒杂居的地区，霍查对宗教打压期间，阿尔巴尼亚的大多数民众无宗教信仰，共产主义结束统治后，宗教信仰人口又逐渐增加，如今，伊斯兰教为阿尔巴尼亚第一大宗教。

## 關聯條目
- 北大西洋公约组织
- 欧洲联盟
- 獨立國家聯合體
- 北約東擴計畫
- 蘇聯解體
- 东欧剧变
- 欧盟东扩
- 华沙条约组织
- 经济互助委员会
- 16+1合作
- 共产主义